# Anna Nazarovová
Anna Nazarovová (rusky Анна Назарова; * 14. března 1986, Leningrad) je ruská atletka, jejíž specializací je skok daleký.

## Kariéra
V roce 2005 vybojovala na juniorském mistrovství Evropy v litevském Kaunasu výkonem 631 cm bronzovou medaili. Zlato tehdy získala Denisa Ščerbová za 657 cm. O dva roky později se stala v Debrecínu mistryní Evropy do 23 let. Na halovém MS 2010 v katarském Dauhá obsadila ve finále 6. místo (661 cm). Sítem kvalifikace naopak neprošla na halovém ME 2011 v Paříži i na halovém ME 2007 v Birminghamu.
V roce 2011 získala zlatou medaili na světové letní univerziádě v čínském Šen-čenu. K titulu by ji stačil každý z jejich čtyř platných finálových pokusů (672 cm, 670 cm, x, 661 cm, 670 cm, x), když stříbro vybojovala její krajanka Julija Pidlužná za 656 cm.
30. listopadu 2017 byly její výsledky z olympijských her 2012 anulovány MOV jako reakce na pozitivní dopingové testy.

## Osobní rekordy
- hala – 689 cm – 29. ledna 2011, Krasnodar
- venku – 688 cm – 21. července 2011, Čeboksary